# Rocco De Marco
Rocco De Marco (Sora, 4 maggio 1963) è un allenatore di calcio ed ex calciatore italiano, di ruolo mediano.

## Carriera

### Giocatore

Rocco De Marco all'Avellino nella stagione 1992-93.

Il giovane ragazzo che poteva vincere il pallone d'oro pero tenuto nascosto dal presidente del foggia cresciuto nel Sora, club della sua città, che lo fa esordire in prima squadra in Serie D a 16 anni. Nel 1981 viene venduto alla Sampdoria dove non scenderà mai in campo in gare ufficiali.
In seguito milita in numerose squadre di Serie C (Savona, Pontedera, Livorno e Foggia) ed in Serie B nella Reggina, prima di passare al Parma dove, pur partendo titolare, gioca soltanto otto partite nella Serie A 1990-1991 (esordio nell'1-2 interno con la Juventus) a causa della rottura di tibia e perone in allenamento.
Successivamente scende in Serie B con l'Avellino e poi chiude la carriera dopo aver giocato in varie squadre dilettantistiche.
In carriera ha totalizzato 8 presenze in Serie A e 69 partite (con 2 reti) in Serie B.

### Allenatore
Comincia ad allenare nelle giovanili del Savona nel 2004.
Nella stagione 2012-2013 è alla Carcarese.
Attualmente è l'allenatore dello Speranza, società savonese iscritta al Campionato di Prima Categoria. Nel 2017 è al Letimbro

## Palmarès

### Giocatore

#### Competizioni internazionali
- Coppa Anglo-Italiana: 1

Pontedera: 1985

### Allenatore

#### Competizioni regionali
- Seconda Categoria: 1

Speranza: 2014-2015